# 亀沢 (墨田区)
亀沢（かめざわ）は、東京都墨田区の町名。現行行政地名は亀沢一丁目から亀沢四丁目。住居表示実施済み区域。
旧くは勝海舟生誕の地として知られる「本所亀沢町」が存在したが、その区域は現在同区両国に属しており、本項目の「亀沢」とは位置が異なる。

## 地理
東京都墨田区の南西部、本所地域内に位置する。北で石原、東で大横川を挟んで対岸に錦糸、南で緑、西で横網と隣接する。町域の西側から亀沢一丁目、同二丁目、同三丁目、三ツ目通りの東に同四丁目が並ぶ。

### 地価
住宅地の地価は、2025年（令和7年）1月1日の公示地価によれば、亀沢4-22-2の地点で65万円/m2となっている。

## 歴史
- 1966年（昭和41年）10月1日 - 現在の区域に町名を変更して指定[6]。

## 世帯数と人口
2025年（令和7年）3月1日現在（墨田区発表）の世帯数と人口は以下の通りである。
| 丁目       | 世帯数    | 人口    |
| ---------- | --------- | ------- |
| 亀沢一丁目 | 1,338世帯 | 2,202人 |
| 亀沢二丁目 | 1,215世帯 | 2,106人 |
| 亀沢三丁目 | 1,187世帯 | 2,188人 |
| 亀沢四丁目 | 1,923世帯 | 3,226人 |
| 計         | 5,663世帯 | 9,722人 |

### 人口の変遷
国勢調査による人口の推移。
| 年                 | 人口  |
| ------------------ | ----- |
| 1995年（平成7年）  | 4,918 |
| 2000年（平成12年） | 5,193 |
| 2005年（平成17年） | 6,012 |
| 2010年（平成22年） | 7,060 |
| 2015年（平成27年） | 8,032 |
| 2020年（令和2年）  | 8,861 |

### 世帯数の変遷
国勢調査による世帯数の推移。
| 年                 | 世帯数 |
| ------------------ | ------ |
| 1995年（平成7年）  | 1,977  |
| 2000年（平成12年） | 2,213  |
| 2005年（平成17年） | 2,803  |
| 2010年（平成22年） | 3,491  |
| 2015年（平成27年） | 4,084  |
| 2020年（令和2年）  | 4,649  |

## 学区
区立小・中学校に通う場合、学区は以下の通りとなる（2022年9月時点）。
| 丁目       | 番地 | 小学校             | 中学校             |
| ---------- | ---- | ------------------ | ------------------ |
| 亀沢一丁目 | 全域 | 墨田区立二葉小学校 | 墨田区立両国中学校 |
| 亀沢二丁目 | 全域 | 墨田区立二葉小学校 | 墨田区立両国中学校 |
| 亀沢三丁目 | 全域 | 墨田区立二葉小学校 | 墨田区立両国中学校 |
| 亀沢四丁目 | 全域 | 墨田区立二葉小学校 | 墨田区立竪川中学校 |

## 交通
鉄道
都営地下鉄大江戸線両国駅への出入口がある。また南辺をJR東日本総武本線が通るが、駅は設置されていない。両国駅および錦糸町駅が最寄り駅となる。
路線バス
- すみだ北斎美術館前、亀沢三丁目、野見宿禰神社入口（墨田区コミュニティバス）
- 亀沢四丁目（都営バス）
- 都営両国駅前（都営バス）

道路
- 東京都道319号環状三号線（三ツ目通り）
- 東京都道463号上野月島線（清澄通り）
- 北斎通り（旧称割下水通り）

橋梁
- 大横川
  - 長崎橋

## 事業所
2021年（令和3年）現在の経済センサス調査による事業所数と従業員数は以下の通りである。
| 丁目       | 事業所数  | 従業員数 |
| ---------- | --------- | -------- |
| 亀沢一丁目 | 165事業所 | 1,494人  |
| 亀沢二丁目 | 101事業所 | 1,000人  |
| 亀沢三丁目 | 101事業所 | 1,001人  |
| 亀沢四丁目 | 157事業所 | 1,502人  |
| 計         | 524事業所 | 4,997人  |

### 事業者数の変遷
経済センサスによる事業所数の推移。
| 年                 | 事業者数 |
| ------------------ | -------- |
| 2016年（平成28年） | 487      |
| 2021年（令和3年）  | 524      |

### 従業員数の変遷
経済センサスによる従業員数の推移。
| 年                 | 従業員数 |
| ------------------ | -------- |
| 2016年（平成28年） | 4,925    |
| 2021年（令和3年）  | 4,997    |

## 施設
- すみだ北斎美術館
- 墨田区立竪川中学校
- 八角部屋
- 錦戸部屋

## 史跡
- 野見宿禰神社
- 葛飾北斎生誕地

## その他

### 日本郵便
- 郵便番号 : 130-0014[3]（集配局 : 本所郵便局[16]）。